# Semaeopus concatenans
Semaeopus concatenans là một loài bướm đêm trong họ Geometridae.